# Ashley Cooper
Ashley Cooper (Melbourne, 15 de septiembre de 1936-22 de mayo de 2020) fue un jugador y dirigente de tenis australiano, de fines de los años 50, considerado entonces el número uno del mundo; ganó tres de los cuatro Grand Slam, faltándole solamente el Torneo de Roland Garros, llegando hasta las semifinales en tres ocasiones.
Falleció a los ochenta y tres años, el 21 de mayo de 2020, a causa de una enfermedad.
Ganador de cuatro Grand Slam. Jugó dos finales del torneo en 1957: Wimbledon y el US Open; y se hizo con el Roland Garros en modalidad dobles, junto a Malcom Anderson. El primer torneo que ganó fue el Abierto de Australia en 1957 en Melbourne. En 1958 ganó el Abierto de Australia, Wimbledon y el US Open, tres de los cuatro torneos del Grand Slam.
Jugó su mejor año en 1958, siendo uno de los once tenistas en lograr ganar tres de las cuatro competiciones del Grand Slam en el mismo año. Defendió el título individual australiano tras una victoria en la final contra Malcolm Anderson. En julio, ganó el primer y único título de Wimbledon que obtuvo, tras vencer a Neale Fraser en la final. Obtuvo el primer título individual en el US Open, derrotando otra vez a Anderson en la final. Además, fue semifinalista en el Roland Garros perdiendo ante Luis Ayala en cinco sets tras liderar el partido por dos sets. La derrota le impidió alcanzar el Grand Slam de ese año.
Fue el jugador mejor clasificado en 1957, cuando era finalista de Wimbledon y Forest Hills, y semifinalista de París, y en 1958. Jugó en el equipo australiano de Copa Davis que ganó la copa en 1957, y fueron finalistas en 1958. En enero de 1959, se hizo profesional tras firmar un contrato con Jack Kramer.
Tras retirarse como jugador profesional, Cooper se radicó en Australia, donde impulsó el centro de tenis de Queensland y fue dirigente de la federación nacional.

## Torneos de Grand Slam (8; 4+4)

### Individuales (4)

#### Títulos

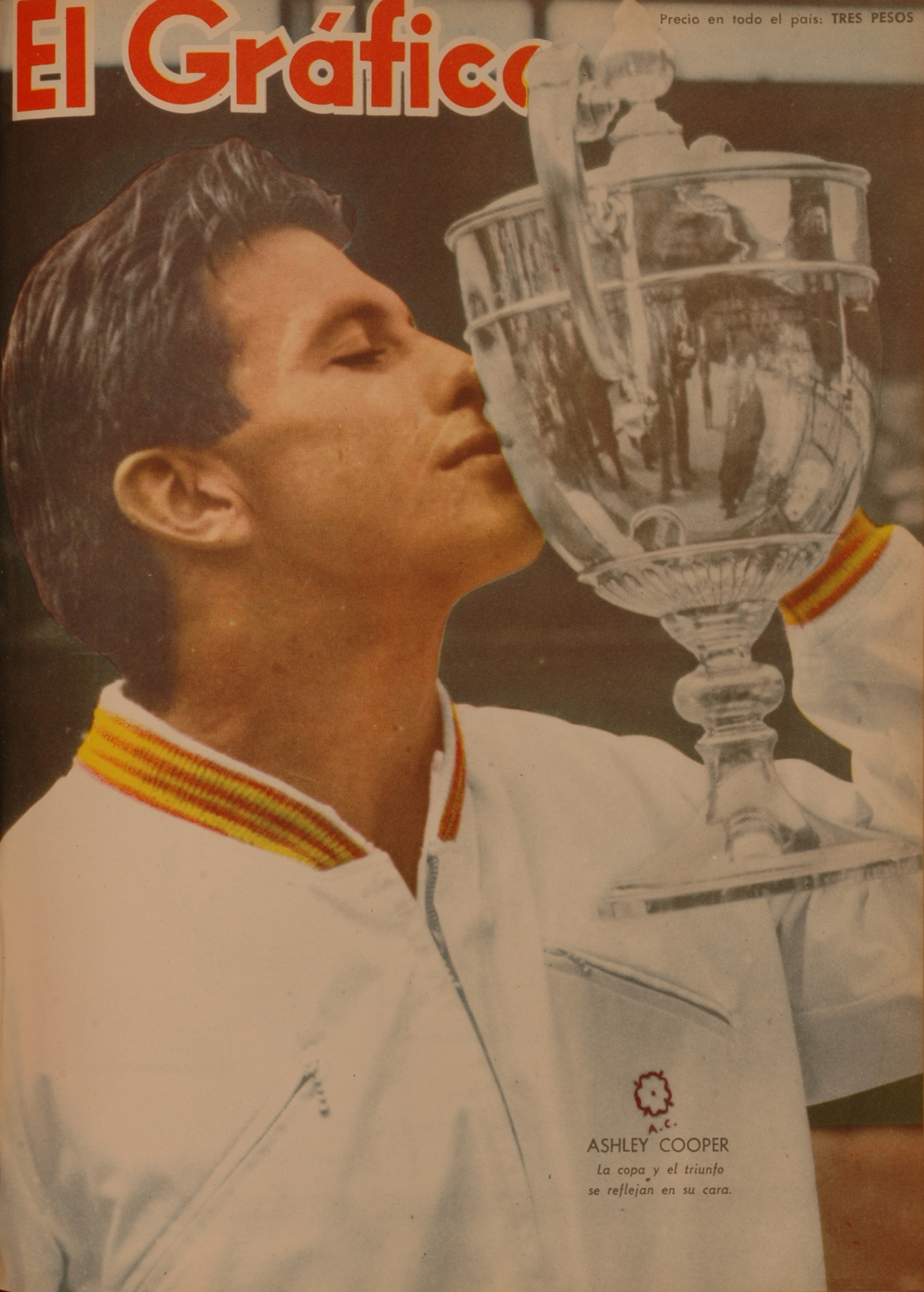
Ashley Cooper en 1958.

| Año  | Torneo                            | Oponente en la final | Resultado            |
| ---- | --------------------------------- | -------------------- | -------------------- |
| 1957 | Campeonato Australiano            | Neale Fraser         | 6-3 9-11 6-4 6-2     |
| 1958 | Campeonato Australiano            | Malcolm Anderson     | 7-5 6-3 6-4          |
| 1958 | Wimbledon                         | Neale Fraser         | 3-6 6-3 6-4 13-11    |
| 1958 | US National Singles Championships | Malcolm Anderson     | 6-2 3-6 4-6 10-8 8-6 |

#### Finalista (2)
| Año  | Torneo                            | Oponente en la final | Resultado    |
| ---- | --------------------------------- | -------------------- | ------------ |
| 1957 | Wimbledon                         | Lew Hoad             | 2-6 1-6 2-6  |
| 1957 | US National Singles Championships | Malcolm Anderson     | 8-10 5-7 4-6 |

### Dobles (4)

#### Títulos
| Año  | Torneo                            | Pareja           | Oponentes en la final      | Resultado           |
| ---- | --------------------------------- | ---------------- | -------------------------- | ------------------- |
| 1957 | Campeonato Francés                | Malcolm Anderson | Don Candy Mervyn Rose      | 6-3 6-0 6-3         |
| 1957 | US National Doubles Championships | Neale Fraser     | Gardnar Mulloy Budge Patty | 4-6 6-3 9-7 6-3     |
| 1958 | Campeonato Australiano            | Neale Fraser     | Roy Emerson Robert Mark    | 7-5 6-8 3-6 6-3 7-5 |
| 1958 | Campeonato Francés                | Neale Fraser     | Robert Howe Abe Segal      | 3-6 8-6 6-3 7-5     |

#### Finalista (3)
| Año  | Torneo                 | Pareja           | Oponentes en la final     | Resultado   |
| ---- | ---------------------- | ---------------- | ------------------------- | ----------- |
| 1956 | Campeonato Francés     | Lew Hoad         | Don Candy Robert Perry    | 5-7 3-6 3-6 |
| 1957 | Campeonato Australiano | Malcolm Anderson | Lew Hoad Neale Fraser     | 3-6 6-8 4-6 |
| 1958 | Wimbledon              | Neale Fraser     | Sven Davidson Ulf Schmidt | 4-6 4-6 6-8 |